# San José State University

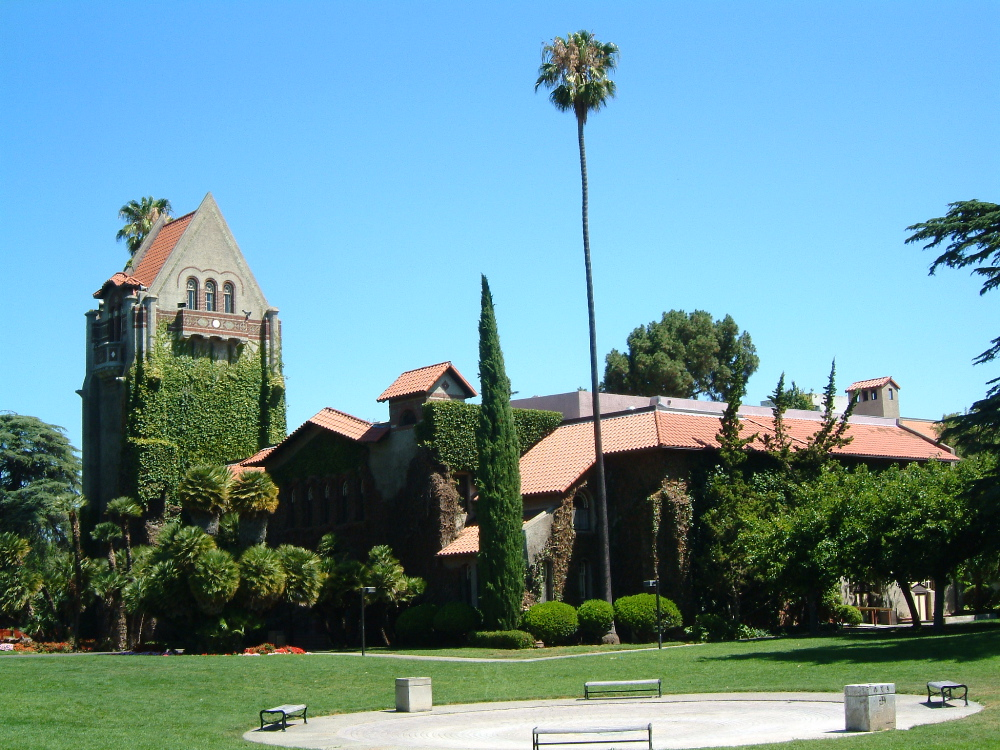
Tower Hall und Morris Dailey Auditorium

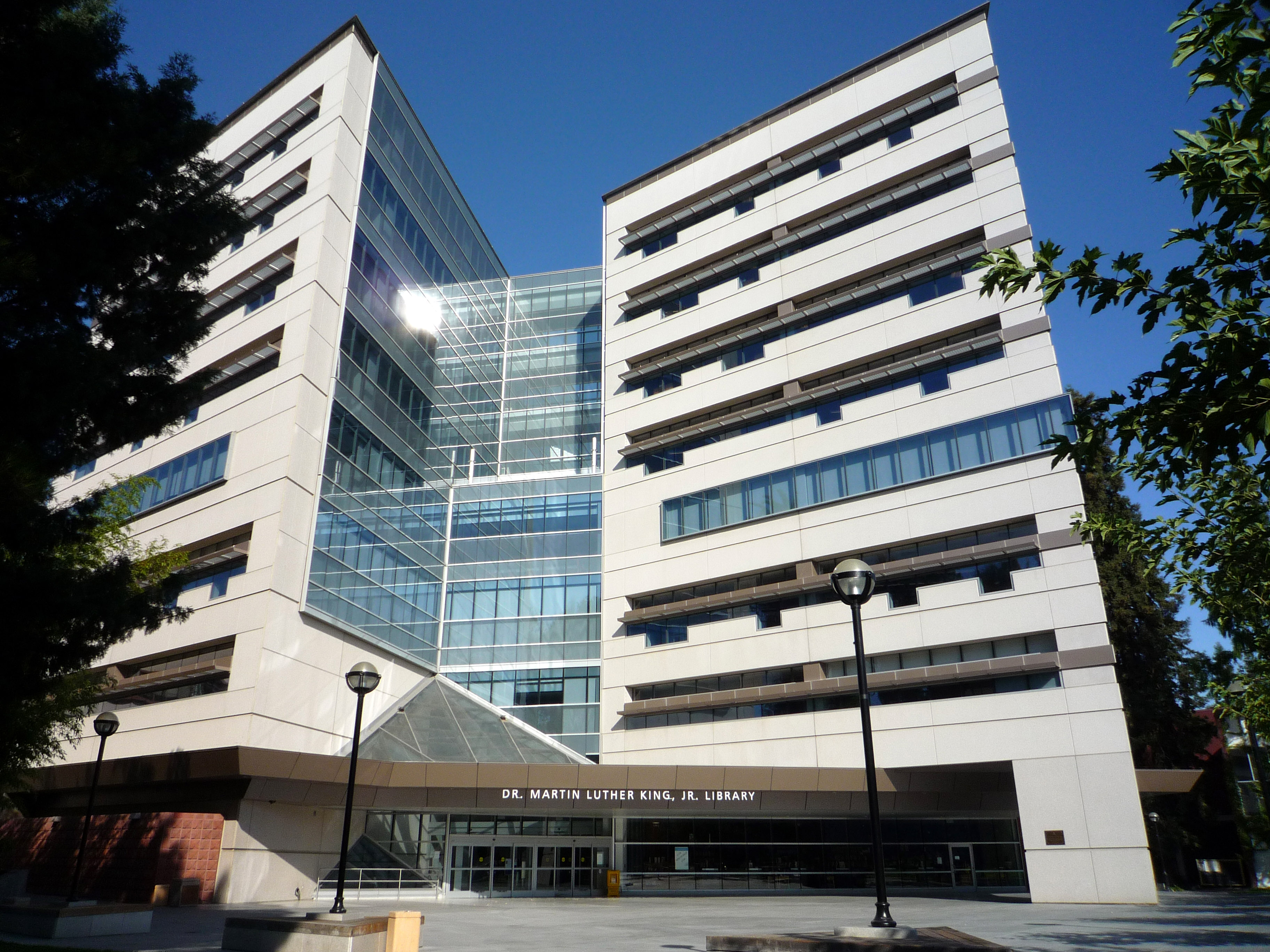
Dr. Martin Luther King, Jr. Library

Die San José State University (auch SJSU genannt) ist eine staatliche Universität in San José im US-Bundesstaat Kalifornien. Derzeit sind etwa 30.000 Studenten eingeschrieben. Viele Absolventen sind in dem nahe gelegenen Silicon Valley tätig. Die SJSU ist der Gründungscampus des California-State-University-Systems.
Der Campus der Universität befindet sich in der Innenstadt von San José und umfasst 6.232 Hektar.
Stand Frühling 2023, bot die SJSU 150 Bachelor und 95 Master Abschlüsse, sowie fünf Doktorgräde, an.
Die SJSU wird von der Western Association of Schools and Colleges akkreditiert.
Die SJSU ist dafür bekannt einen Großteil der Absolventen für Neuanstellungen bei IT-Unternehmen in Silicon Valley zu stellen, und es ist eine der Universitäten im CSU-System mit der höchsten philanthropischen Unterstützung.

## Geschichte
Die San José State University wurde 1857 als Minns Evening Normal School in San Francisco gegründet. Am 2. Mai 1862 wurde sie als California State Normal School neu gegründet und ist damit die älteste staatliche Hochschule in Kalifornien. 1871 wurde sie in San José angesiedelt.

## Sport
Die Sportteams der SJSU werden die Spartans genannt. Die Universität ist Mitglied der Mountain West Conference.

## Bekannte Absolventen
- Yousef Saleh Erakat – Schauspieler und YouTuber
- Keith Birlem – American-Football-Spieler und Soldat
- Lindsey Buckingham – Musiker von Fleetwood Mac
- John Carlos – Bronzemedaillengewinner 200-m-Lauf der Herren 1968
- Jackie Cruz – Fußballspielerin
- Wilson Faumuina – American-Football-Spieler
- Dian Fossey – Gorilla-Expertin
- Liu Bichun – Schwimmerin
- Tom Louderback – American-Football-Spieler und Unternehmer
- Gordon Moore – Gründer von Intel (studierte 2 Jahre an der SJSU)
- Gaylord Nelson – U.S. Senator and Gouverneur von Wisconsin
- Stevie Nicks – Musiker von Fleetwood Mac
- Wes Schweitzer – American-Football-Spieler
- Kurtwood Smith – Schauspieler
- Tommie Smith – Goldmedaillengewinner im 200-m-Lauf der Herren 1968
- Amy Tan – Autor
- Bobbi Starr – Pornodarstellerin
- Peter Ueberroth – Organisator der Olympischen Spiele 1984
- Dick Vermeil – American-Football-Trainer
- Bill Walsh – American-Football-Trainer
- Louis Wright – American-Football-Spieler